# Élections régionales de 1947 en Rhénanie-du-Nord-Westphalie
 (septembre 2024).
La mise en forme du texte ne suit pas les recommandations de Wikipédia : il faut le « wikifier ».
Les points d'amélioration suivants sont les cas les plus fréquents. Le détail des points à revoir est peut-être précisé sur la page de discussion.
- Les titres sont pré-formatés par le logiciel. Ils ne sont ni en capitales, ni en gras.
- Le texte ne doit pas être écrit en capitales (les noms de famille non plus), ni en gras, ni en italique, ni en « petit »…
- Le gras n'est utilisé que pour surligner le titre de l'article dans l'introduction, une seule fois.
- L'italique est rarement utilisé : mots en langue étrangère, titres d'œuvres, noms de bateaux, etc.
- Les citations ne sont pas en italique mais en corps de texte normal. Elles sont entourées par des guillemets français : « et ».
- Les listes à puces sont à éviter, des paragraphes rédigés étant largement préférés. Les tableaux sont à réserver à la présentation de données structurées (résultats, etc.).
- Les appels de note de bas de page (petits chiffres en exposant, introduits par l'outil «  Source ») sont à placer entre la fin de phrase et le point final[comme ça].
- Les liens internes (vers d'autres articles de Wikipédia) sont à choisir avec parcimonie. Créez des liens vers des articles approfondissant le sujet. Les termes génériques sans rapport avec le sujet sont à éviter, ainsi que les répétitions de liens vers un même terme.
- Les liens externes sont à placer uniquement dans une section « Liens externes », à la fin de l'article. Ces liens sont à choisir avec parcimonie suivant les règles définies. Si un lien sert de source à l'article, son insertion dans le texte est à faire par les notes de bas de page.
- La présentation des références doit suivre les conventions bibliographiques. Il est recommandé d'utiliser les modèles {{Ouvrage}}, {{Chapitre}}, {{Article}}, {{Lien web}} et/ou {{Bibliographie}}. Le mode d'édition visuel peut mettre en forme automatiquement les références.
- Insérer une infobox (cadre d'informations à droite) n'est pas obligatoire pour parachever la mise en page.

Pour une aide détaillée, merci de consulter Aide:Wikification.
Si vous pensez que ces points ont été résolus, vous pouvez retirer ce bandeau et améliorer la mise en forme d'un autre article.
Les premières élections régionales en Rhénanie du Nord-Westphalie ont eu lieu le 20 avril 1947.
Avant la première élection du Landtag, les autorités d'occupation britanniques avait mis en place un parlement composé de 100 représentants de la Westphalie et de 100 représentants de la province de Rhénanie du Nord. Le premier Landtag s'est réuni pour la première fois le 2 octobre 1946 à l'Opéra de Düsseldorf. Celui-ci comprenait 71 membres du SPD, 66 membres de la CDU, 34 du KPD, 18 du Zentrum et 9 du FDP. La base de la composition politique du Landtag était une estimation du autorités militaires. Le nombre de représentants a été corrigé après les premières élections locales. La CDU obtient alors 92 sièges et le SPD 66. Après l'adhésion de l'État libre de Lippe en 1947, quatre représentants de Lippe sont entrés au Landtag.
La base des premières élections du parlement du Land de Rhénanie-du-Nord-Westphalie était une loi électorale adoptée le 5 mars 1947.
Seuls les partis et les candidats individuels ayant reçu une autorisation du gouvernement militaire britannique et ayant au moins 25 ans pouvaient se présenter. Toute personne possédant la nationalité allemande au 12 mai 1946 ou ayant perdu sa nationalité allemande pour des raisons politiques à partir de 1933 et ayant atteint l'âge de 21 ans pouvait voter.

## Résultat
Inscrits : 7 860 608
Votants : 5 290 598
Participation : 67,31 %
Votes valides : 5 028 892
| Parti   | Voix      | %     | Nb. de candidats | Mandats directs | Mandats de liste | Sièges |
| ------- | --------- | ----- | ---------------- | --------------- | ---------------- | ------ |
| CDU     | 1.889.581 | 37,57 | 148              | 92              | 0                | 92     |
| SPD     | 1.607.487 | 31,97 | 150              | 53              | 11               | 64     |
| KPD     | 702.410   | 13,97 | 150              | 3               | 25               | 28     |
| Zentrum | 491.138   | 9,77  | 145              | 2               | 28               | 20     |
| FDP     | 298.995   | 5,95  | 139              |                 | 12               | 12     |
| DKP-RKP | 24.879    | 0,49  | 14               |                 |                  |        |
| RVP     | 13.547    | 0,27  | 29               |                 |                  |        |
| Ind.    | 855       | 0,02  | 2                |                 |                  |        |
| Total   | 5.028.892 |       | 777              | 150             | 66               | 216    |

Dans la circonscription de Clèves, les élections n'ont eu lieu que le 18 mai 1947. La CDU ayant obtenu 16 mandats supplémentaires, le nombre total de Membres du Landtag (MdL) a été porté de 200 à 216.
Le 16 juin 1947, Karl Arnold (CDU) est élu Ministre-président de Rhénanie-du-Nord-Westphalie. Il a formé une coalition regroupant la CDU, le SPD, le Centre et le KPD.